# Pandion (Sohn des Erichthonios)
Pandion, auch Pandion I. genannt, (altgriechisch Πανδίων Pandíōn) war ein mythischer König von Attika aus dem Geschlecht der Kekropiden.
Nach der Liste attischer Könige bei Hyginus Mythographus war Pandion der dritte König Athens nach Kekrops und Erichthonios. Laut Hellanikos stand er nach Erechtheus an sechster Stelle. Wie Kekrops und Erichthonios wurde die Gestalt später gedoppelt, was zum ersten Mal in der Parischen Chronik aus dem Jahr 264/263 v. Chr. zu fassen ist. Pandion, nun Pandion I., stand in der Folge an fünfter, Pandion II., der Sohn des zweiten Kekrops, an achter Position der Königsliste. 
Pandion war der Sohn des Erichthonios mit der Quellnymphe Praxithea. Mit seiner Frau Zeuxippe, der Schwester seiner Mutter, zeugte er die beiden Töchter Prokne und Philomele und die Zwillingssöhne Erechtheus und Butes. Zu seiner Regierungszeit sollen Demeter und Dionysos nach Attika gekommen sein.
Als es bei Grenzstreitigkeiten zum Krieg mit dem thebanischen König Labdakos kam, erhielt Pandion Verstärkung durch den Thraker Tereus. Als Dank gab er seine Tochter Prokne Tereus zur Frau. Nach dem Tode Pandions wurde sein Sohn Erechtheus sein Nachfolger. Butes wurde oberster Priester der Athena und des Erechtheischen Poseidons.
Nach Pandion wurde die attische Phyle Pandionis benannt, weshalb er sowohl in Athen als auch in Delphi in der Figurengruppe der eponymen Heroen, den in Athen sogenannten Phylenheroen, zu finden ist. Auf der Athener Akropolis gab es ein Heiligtum des Pandion. Sein Name leitete sich möglicherweise von dem Fest der Pandia, einem Fest des Zeus Pandios, ab.